# Franco Rampazzo
Franco Rampazzo (Padova, 6 maggio 1938) è un ex calciatore italiano, di ruolo difensore.

## Carriera
Difensore centrale, colleziona 104 presenze in Serie B con Venezia e Verona, e 54 in Serie C con Reggiana, Grosseto e Mestrina.